# آلتفتس
آلتفتس (به انگلیسی: Altofts) یک روستا در بریتانیا است که در نورمنتون، یورک‌شر غربی واقع شده‌است. آلتفتس ۶٬۱۹۸ نفر جمعیت دارد.